# Однобічник (мох)
Однобічник (Pleuridium) — рід мохів (Dicranidae) родини Ditrichaceae.
Зростає на всіх континентах крім Антарктиди.
Рід містить 28 видів.